# Telfair-szkink
A Telfair-szkink (Leiolopisma telfairii) a hüllők (Reptilia) osztályába a gyíkok (Sauria) rendjébe és a vakondgyíkfélék családjába tartozó faj.

## Előfordulása
Egyedül az Indiai-óceánban, Mauritiustól északra található Kerek-szigeten él.

## Megjelenése
Körülbelül 30 cm-esre nő meg. Karcsú, az orra hegyes, hosszú farka egyenletesen keskenyedik. Törzsének alapszíne szürke; orra és farka barnás. A világosabb alapot keresztirányú, sötétebb foltok-sávok tarkázzák.

## Életmódja
A sziget meglehetősen kopár, ezért a szkinkek nem túl válogatósak. Megesznek jóformán mindenféle szerves anyagot: rovarokat, madártojást, gyümölcsöt, a fiatal Günther-gekkókat, a ritka falakó boa kicsinyeit, a tengerből partra hordott puhatestűeket és haltetemeket, a szigetre látogatók uzsonnáját.
Amint ez az évmilliókig természetes ellenségek nélkül fejlődő endemikus fajoknál oly gyakori, a Telfair-szkinknek sincs veszélyérzete: az emberre is felmászik, hogy kivegye kezéből az élelmet.

## Külső hivatkozások
- A faj szerepel a Természetvédelmi Világszövetség Vörös Listáján. IUCN. (Hozzáférés: 2011. augusztus 18.)
- A Telfair-szkink – fényképpel!
- Species.org – fényképekkel![halott link]
- G. Durrell: Aranydenevérek, rózsaszín galambok. Gondolat. Budapest, 1986.